# Sune Ödling
Sune Ödling, švedski hokejist, * 10. junij 1948, Švedska.
Ödling je v švedski ligi branil za klube Järveds IF, Västra Frölunda HC in MoDo Hockey, s katerim je v sezoni 1978/79 osvojil svoj edini naslov švedskega državnega prvaka.
Za švedsko reprezentanco je nastopil na svetovnem prvenstvu 1979, kjer je bil dobitnik bronaste medalje.

## Statistika kariere
Odebeljeno - reprezentančni nastopi, glej tudi Statistika pri hokeju na ledu.
| Moštvo             | Liga                 | Sezona |    | Redni del | Redni del | Redni del | Redni del | Redni del | Redni del | Redni del | Redni del |    | Končnica | Končnica | Končnica | Končnica | Končnica | Končnica | Končnica | Končnica |
| ------------------ | -------------------- | ------ | -- | --------- | --------- | --------- | --------- | --------- | --------- | --------- | --------- | -- | -------- | -------- | -------- | -------- | -------- | -------- | -------- | -------- |
| Moštvo             | Liga                 | Sezona | OT | PG        | G         | P         | T         | KM        | GT        | OD        | OT        | PG | G        | P        | T        | KM       | GT       | OD       |          |          |
| Järveds IF         | Švedska 2. liga      | 70/71  |    |           | 18        |           |           |           |           |           |           |    |          |          |          |          |          |          |          |          |
| Västra Frölunda HC | Švedska liga         | 71/72  |    |           |           |           |           |           |           |           |           |    |          |          |          |          |          |          |          |          |
| Västra Frölunda HC | Švedska liga         | 72/73  |    |           | 28        |           |           |           |           |           | .877      |    |          |          |          |          |          |          |          |          |
| Västra Frölunda HC | Švedska liga         | 73/74  |    |           | 35        |           |           |           |           |           | .883      |    |          |          |          |          |          |          |          |          |
| MoDo Hockey        | Švedska liga         | 75/76  |    | 21        | 30        | 0         | 0         | 0         | 2         |           | .879      |    |          |          |          |          |          |          |          |          |
| MoDo Hockey        | Švedska liga         | 76/77  |    | 35        |           | 0         | 0         | 0         | 4         | 3.77      |           |    | 3        |          | 0        | 0        | 0        | 0        | 4.78     |          |
| MoDo Hockey        | Švedska liga         | 77/78  |    | 33        | 34        | 0         | 0         | 0         | 4         |           | .896      |    | 2        | 2        | 0        | 0        | 0        | 0        |          | .854     |
| MoDo Hockey        | Švedska liga         | 78/79  |    | 32        |           | 0         | 0         | 0         | 10        | 2.61      |           |    | 6        |          | 0        | 0        | 0        | 2        | 3.85     |          |
| Švedska            | Svetovno prvenstvo A | 79     |    | 2         | 8         | 0         | 0         | 0         | 0         | 4.00      |           |    |          |          |          |          |          |          |          |          |
| MoDo Hockey        | Švedska liga         | 79/80  |    | 17        | 32        | 0         | 0         | 0         | 0         | 4.10      | .859      |    |          |          |          |          |          |          |          |          |